# Pałac Kultury i Sportu w Warnie
Pałac Kultury i Sportu (bułg. Дворец на културата и спорта) – hala widowiskowo-sportowa w Warnie, w Bułgarii. Została otwarta 16 września 1968 roku. Główna sala obiektu może pomieścić na trybunach 5000 widzów.

## Historia
Budowa hali sportowej rozpoczęła się w październiku 1966 roku. Obiekt powstawał w miejscu dawnego toru kolarskiego, tuż obok Parku Nadmorskiego. Projekt przygotował zespół architektów pod kierownictwem Stefana Kołczewa. Arenę oddano do użytku 16 września 1968 roku, a pierwszą imprezą, jaka się w niej odbyła, był Światowy Kongres Stomatologiczny. Nowej hali nadano unikalną formę z dachem w kształcie paraboloidy hiperbolicznej. Niemal identyczny obiekt, choć znacznie większy rozmiarowo (National Arts Theatre) oddano do użytku w 1977 roku w Lagos, w Nigerii (został on również zaprojektowany przez Stefana Kołczewa). Budynków, które swym kształtem przypominały Pałac Kultury i Sportu w Warnie, wybudowano na całym świecie więcej. Charakterystyczny obiekt stał się też jednym z najbardziej rozpoznawalnych symboli Warny.
W 1969 roku obiekt gościł 4. Mistrzostwa Świata w gimnastyce artystycznej. W latach 1986–1987 hala została zmodernizowana, a po ukończeniu remontu odbyły się w niej 13. Mistrzostwa Świata w gimnastyce artystycznej, organizowane w tej hali już po raz drugi. Kolejna modernizacja obiektu miała miejsce w latach 2014–2015. Hala przez lata gościła wiele zawodów sportowych rangi krajowej i międzynarodowej, jak również imprezy pozasportowe, m.in. kongresy, wystawy, festiwale czy koncerty. W 1981 i 2015 roku odbyło się w niej część spotkań siatkarskich mistrzostw Europy, w 2016 roku część spotkań siatkarskich mistrzostw Europy juniorów, a w 2018 roku część spotkań siatkarskich mistrzostw świata.